# A World of Our Own
"A World of Our Own" is een nummer van de Australische band The Seekers. Het verscheen op hun gelijknamige album uit 1965. Op 9 april van dat jaar werd het uitgebracht als de enige single van het album.

## Achtergrond
"A World of Our Own" is geschreven door en geproduceerd door Tom Springfield. Het werd een hit voor de band en behaalde de tweede plaats in hun thuisland Australië. Ook kwam het in de Britse UK Singles Chart en de Amerikaanse Billboard Hot 100 terecht, waar het respectievelijk op de derde en de negentiende plaats piekte. In Nederland was de vijftiende plaats de hoogste positie van de single in de Top 40. In 1968 werd het nummer gecoverd door countryzanger Sonny James, die er een nummer 1-hit in de Hot Country Songs-lijst mee had.

## Hitnoteringen

### Nederlandse Top 40
| Hitnotering: 22-05-1965 t/m 10-07-1965 | Hitnotering: 22-05-1965 t/m 10-07-1965 | Hitnotering: 22-05-1965 t/m 10-07-1965 | Hitnotering: 22-05-1965 t/m 10-07-1965 | Hitnotering: 22-05-1965 t/m 10-07-1965 | Hitnotering: 22-05-1965 t/m 10-07-1965 | Hitnotering: 22-05-1965 t/m 10-07-1965 | Hitnotering: 22-05-1965 t/m 10-07-1965 | Hitnotering: 22-05-1965 t/m 10-07-1965 | Hitnotering: 22-05-1965 t/m 10-07-1965 |
| Week                                   | 1                                      | 2                                      | 3                                      | 4                                      | 5                                      | 6                                      | 7                                      | 8                                      |                                        |
| -------------------------------------- | -------------------------------------- | -------------------------------------- | -------------------------------------- | -------------------------------------- | -------------------------------------- | -------------------------------------- | -------------------------------------- | -------------------------------------- | -------------------------------------- |
| Nummer                                 | 27                                     | 22                                     | 22                                     | 15                                     | 18                                     | 27                                     | 31                                     | 31                                     | uit                                    |

### NPO Radio 2 Top 2000
| Nummer met noteringen in de NPO Radio 2 Top 2000 | '99  | '00-'01 | '02  |
| ------------------------------------------------ | ---- | ------- | ---- |
| A World of Our Own                               | 1550 | -       | 1678 |

1. ↑  Een '-' betekent dat het nummer niet was genoteerd en een vetgedrukt getal geeft de hoogste notering aan.
2. ↑  Deze tabel is bijgewerkt tot en met de laatste editie (2024).